# El cónsul Perlasca
El Cónsul Perlasca es una película basada en hechos reales, ambientada en el invierno de 1944, en la Budapest de la II Guerra Mundial ocupada por los nazis, y que gira en torno a la figura de Giorgio Perlasca, ciudadano italiano que se hizo pasar por cónsul español en Hungría para salvar la vida de miles de judíos del Holocausto nazi.

## Datos técnicos
Se trata de un largometraje producido para televisión caracterizado da una alta calidad cinematográfica, técnica e interpretativa. Dirigida por el escenógrafo italiano Alberto Negrin (Casablanca, 1940), autor de la miniserie El secreto del Sahara (1987), está protagonizada por Luca Zingaretti (serie de TV Comisario Montalbano) en el papel de Giorgio Perlasca.
El guion, elaborado por Sandro Petraglia y Stefano Rulli (autores de varios guiones entre los que destaca La mejor juventud), se nutre de una historia real y de un libro de Enrico DeAglio, La banalidad del bien.
El director de fotografía es el televisivo Stefano Ricciotti, y la banda sonora corre a cargo de Ennio Morricone (La misión, Los intocables de Eliot Ness, La ciudad de la alegría), cinco veces nominado al Óscar y ganador del Óscar Honorífico en 2006.
Está producida por Focus Films, Rai Fiction (Italia), France 2 (Francia), Hamster Productions (Francia), Palomar-Endemol (Italia) y Sveriges televisión y distribuida por Araba Films. La duración varía, dependiendo del país en que fue comercializada, siendo la versión de Finlandia la más larga (197 minutos en dos entregas).

## Argumento
Giorgio Perlasca es un ciudadano italiano que se encuentra en Hungría por negocios de importación y exportación de carnes, y que posee la doble nacionalidad española e italiana a raíz de su participación en la guerra civil española. Traba amistad con una judía, pero esta resulta capturada por los nazis junto con su hijo. Perlasca decide servirse de su pasaporte español y recurrir al embajador de ese país, Ángel Sanz Briz, para rescatarla. Al llegar al consulado se da cuenta de que allí hay numerosos judíos refugiados.
Perlasca va alcanzando cada vez una conciencia más profunda del trato inhumano que sufren los judíos por parte de los nazis (detención indiscriminada, envío a campos de concentración y exterminio), y se implica en una labor humanitaria que pondrá en peligro su integridad física. Cuando el embajador recibe orden de Madrid de cerrar la Embajada y trasladarse a Suiza, Perlasca se encuentra solo ante una situación que parece desbordar sus posibilidades, ya que el cierre de la Embajada conlleva la pérdida de la inmunidad de que gozan las instalaciones que dependen de la misma y, por tanto, deja a los judíos allí acogidos expuestos al arbitrio de los nazis. 
Después del desalojo del consulado, Perlasca invierte el dinero que tenía para comprar ganado en sobornar a húngaros y nazis con el fin de rescatar al mayor número de judíos posible, sin dejar de lado la búsqueda de su amiga. Para garantizar la protección de los refugiados, se sirve de un salvoconducto conseguido en España y se hace pasar por el cónsul español, logrando de este modo que la legación española siga abierta. 
Las expectativas de los alemanes ante el desarrollo de la guerra se van tornando cada vez más pesimistas. La derrota se va mostrando cercana, y ello hace que se incremente el ensañamiento de los nazis hacia los judíos. La situación se hace más y más difícil, pero Perlasca, que se ve amenazado no solo por los nazis sino también por los rusos debido al bando en que luchó en España, es consciente de que aquellas gentes no tienen otra protección que la que él, aún de forma precaria, les ofrece, por lo que renuncia a regresar a su país junto a su familia y sigue jugándose la vida por ellos. 
Perlasca logró evitar la destrucción total del gueto de Budapest en la retirada del ejército nazi hasta la llegada del Ejército Rojo.